# ヴァトナヨークトル氷河
ヴァトナヨークトル氷河（ヴァトナヨークトルひょうが、Vatnajökull、「湖の氷河」の意）は、アイスランドで最大の氷河である。島の南東に位置し、国土の8%を覆っている。8,100 km²の広さがあり、体積ではヨーロッパ最大、面積では(スヴァールバル諸島北東島のアウストフォンナに次いで)2番目に大きい氷河である。
平均の厚さは400mで、最大の厚さは1000mに及ぶ。ヴァトナヨークトルの南の端、スカフタフェットル国立公園付近にはアイスランドの最高峰エーライヴァヨークトル(en)(2,110 m)がある。この氷河は、氷帽に分類されている。
この氷河の下には、アイスランドの多くの氷河の下と同様にいくつかの火山がある。例えばグリムスヴォトンのような火山湖は、1996年の大氷河洪水の原因となった。これら湖の下の火山は、2004年11月にも短期間ではあるが相当な規模の噴火を引き起こした。
この氷河はここ数年間で徐々に縮小している。おそらく、気候変動と最近の火山活動が原因と考えられる。
2011年5月21日にグリムスヴォトンが再び噴火。ヨーロッパ、スカンディナヴィア近辺の航空便等への影響が懸念された。

## ギャラリー

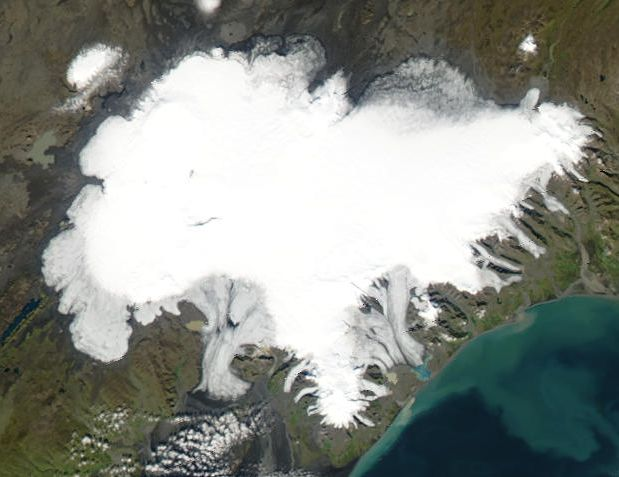
ヴァトナヨークトル氷河の全体写真
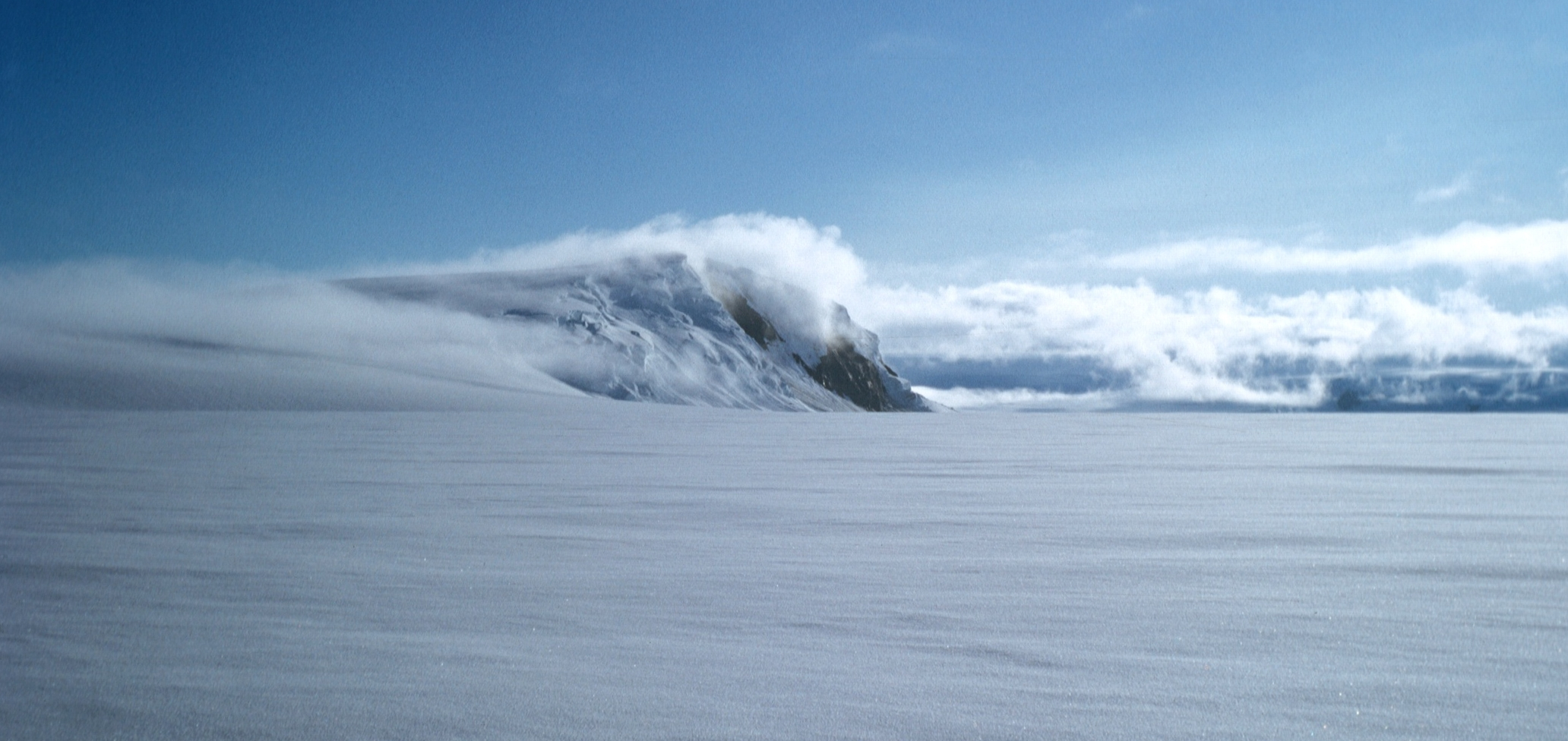
ヴァトナヨークトル氷河の中の火山湖グリムスヴォトン
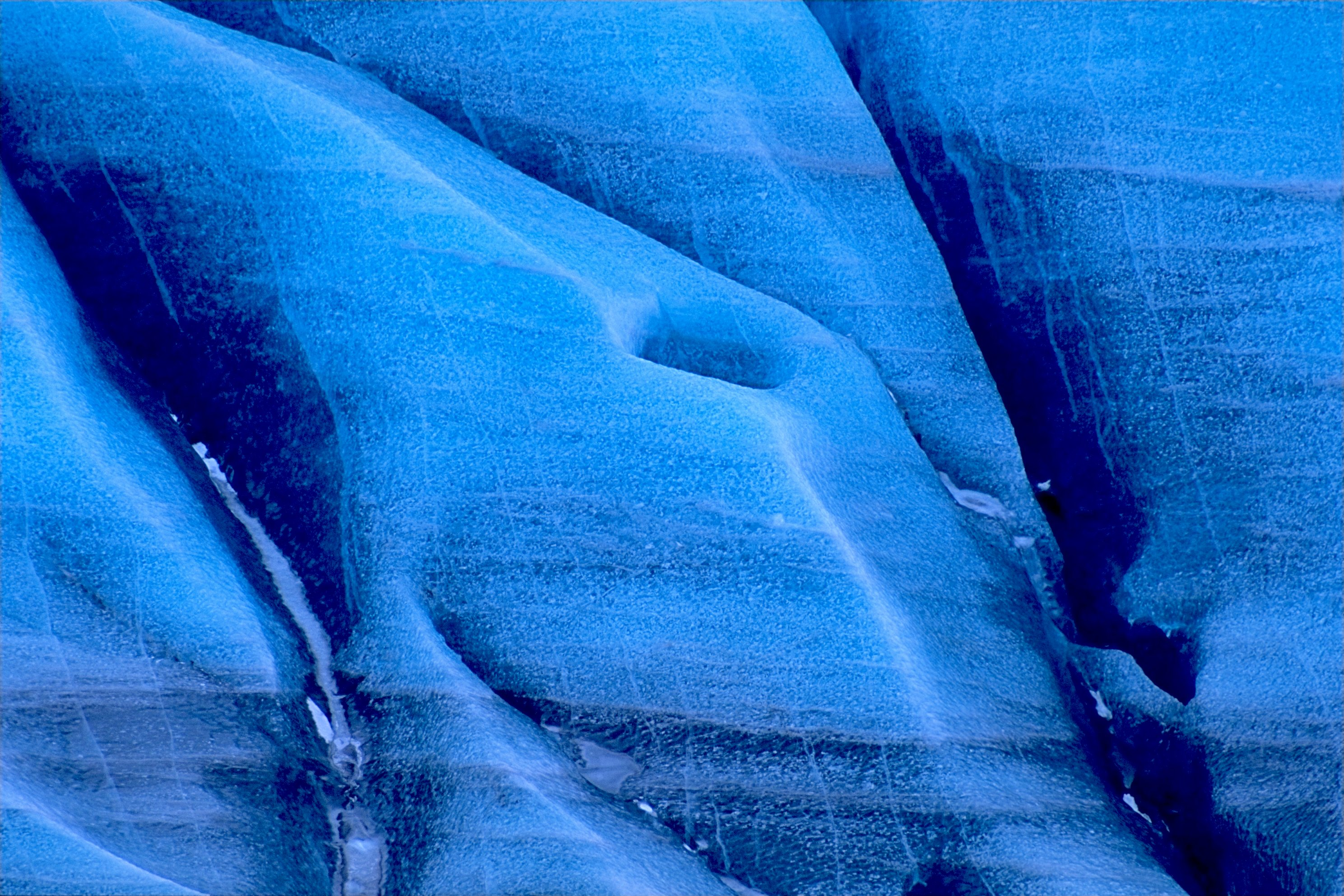
ヴァトナヨークトル氷河
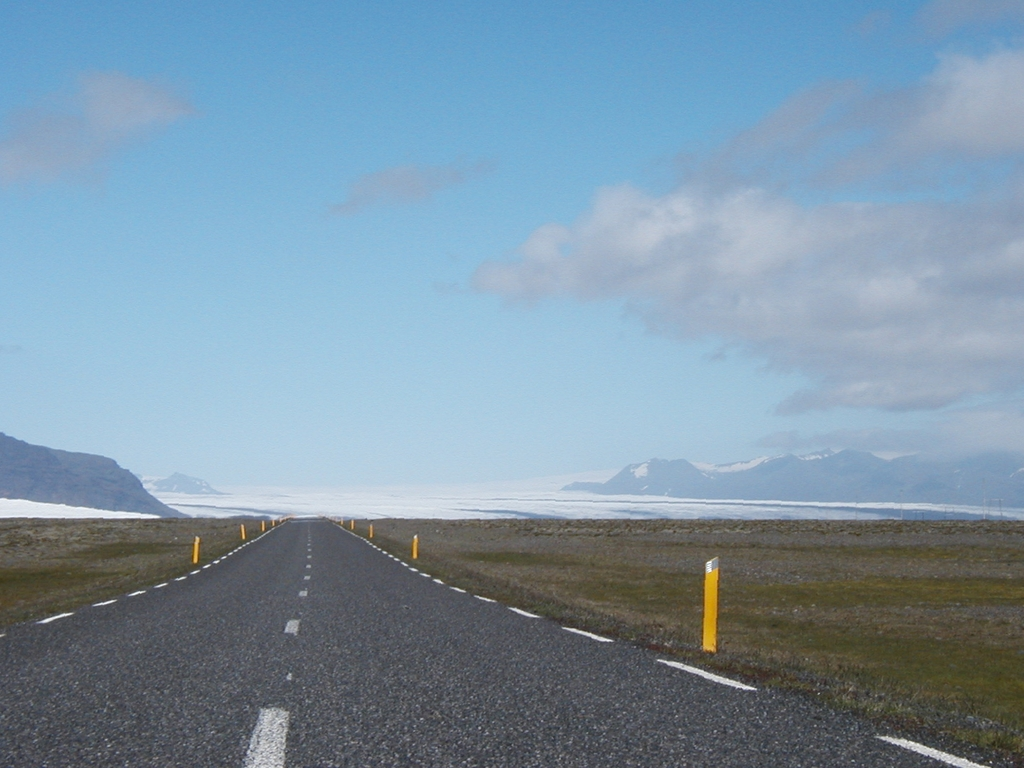
ヨークルスアゥルロゥン湖への道から見たヴァトナヨークトル氷河